# Туберозний склероз
Туберо́зний склеро́з, або хворо́ба Бурневі́лля — рідкісне генетичне захворювання, при якому в багатьох органах і тканинах утворюються доброякісні пухлини. Полісистемний характер порушень породжує широкий спектр симптомів — пошкодження мозку можуть викликати епілепсію, зниження інтелекту; уражаються внутрішні органи — нирки, серце, легені; характерні новоутворення шкіри обличчя і очного дна можуть бути використані при початковій діагностиці.
Перше слово в назві хвороби походить від латинського tuber — наріст, пухлина, і описує «туберси» — характерні новоутворення в корі мозку хворих, зазвичай на кордоні сірої і білої речовини. Туберси були вперше описані французьким неврологом Бурневілем, тому іноді хворобу називають його ім'ям.
Були встановлені два місця, пов'язані із захворюванням, а пізніше описані розташовані в них гени TSC1 і TSC2, що кодують білки гамартин і туберин. Обидва гени належать до числа генів-супресорів пухлин, в нормі не дозволяють розвиватися патологіям, що обмежують надмірний ріст тканин.
```
 Приблизно 70-80 % ТС-пацієнтів страждають від епілептичних судомних нападів. Епілепсія є найпоширенішим неврологічним симптомом туберозного склерозу і, на жаль, отримати медикаментозний контроль над нею є важко. Дуже часто судомні напади з′являються вже в перший рік життя, що в багатох випадках порушує розумовий розвиток.
```

Форми нападів бувають різними:
- такі, при яких зберігаються свідомість, мислення і цілеспрямовані рухи;
- та такі, при яких втрачається свідомість і неможливо пригадати те,що сталося.

Напад вражає хворого несподівано немов негода. Причиною цього є електричні розряди функціонально ушкоджених нервових клітин «туберсів» кори головного мозку. Джерело та поширення цих електричних розрядів є відповідальними за різноманітні симптоми під час судомного нападу. Той, хто ще ніколи не мав судомного нападу, не може собі уявити, з якими різноманітними відчуттями, страхами та сприйняттями безпосередньо зіштовхується хворий.